# Скьёдт, Аннэус (старший)
Аннэус Скьёдт (норв. Annæus Schjødt; 7 марта 1888, Кристиания, Норвегия, Объединённые королевства Швеция и Норвегия — 12 октября 1972, Осло, Эстланд, Норвегия) — норвежский юрист и участник движения Сопротивления, известный прежде всего как прокурор по делу о государственной измене Видкуна Квислинга.

## Биография

### Молодые годы и семья
Аннэус Скьёдт родился 7 марта 1888 года в Кристиании в семье генерального прокурора Аннэуса Йоханнеса Скьёдта (1857—1923) и Лауры Марии Рёмке (1860—1893). В октябре 1914 года женился на Хедевиге Петерсен (1892—1966), дочери владельца плантации на Суматре Йохана Фредрика Петерсена (1865—1901) и Мириам Максвелл. У них было двое детей: сын Аннэус Скьёдт-младший, ставший юристом, и дочь Карен Хедевиг Скьёдт, вышедшая замуж за главного врача Торстейна Гуте.

### Образование и карьера
В 1907 году Скьёдт сдал «examen artium», а в 1911 году получил степень кандидата закона. С 1913 по 1914 год он работал в районном суде Хаделанда, после этого в том же году стал младшим адвокатом в юридической фирме Bredal, Christiansen & Fougner, и там же работал адвокатом с 1917 по 1920 год. В 1936 году он ушёл в отставку и создал собственную фирму, переименованную к середине 1930-х годов в «Fougner, Schjødt, Grette og Smith», а потом и названную его именем — «Schjødt». Аннэус занимался вопросами страхования, случаями клеветы, к 1940 году приблизившись к пику своей карьеры
После оккупации Норвегии нацистской Германией, Скьёдт вместе с женой вступил в организацию «2A» — одну из наиболее активных групп движения Сопротивления в Осло. Весной 1942 года Аннэусу пришлось бежать в Швецию, после того как правительство Квислинга лишило его гражданства и имущества, и в Норвежской миссии в Стокгольме он стал главой офиса по делам беженцев. Его жена заняла пост в подотделе — управлении по делам спорта. На данном посту Аннэус активно занялся совершенствованием процедуры оформления беженцев, и наконец офис переехал в недавно купленный особняк Кьесетер. Из-за конфликтов с руководством миссии, осенью 1943 года им было приказано переехать в Лондон — к норвежскому правительству в изгнании. Там Скьёдт возглавил вновь созданный Совет гражданской авиации Норвегии. Он также использовал своё юридическое образование для создания комиссий «London-utvalg I» и «London-utvalg II», выдвинувших принципы послевоенных судов по осуждению норвежцев за государственную измену.
После окончания войны, Скьёдт был выбран в качестве прокурора по делу о наиболее громкой государственной измене в Норвегии — в отношении Видкуна Квислинга. На заседаниях он призывал к смертной казни, которая была единогласно поддержана коллективом Апелляционного суда, а в октябре 1945 года — Верховным судом. Квислинг был осужден почти по всем пунктам, приговорён к смерти и выплате штрафа в размере более миллиона крон. 24 октября 1945 года Квислинг был расстрелян у подножия крепостной стены крепости Акерсхус. Другие случаи судебных процессов по государственной измены включили в себя дела в отношении , Акселя Хейберга Станга, Халлдиса Неегорда Эстбюэ и Сверре Риснэса.
В течение 1950-х и 1960-х годов семейная фирма старшего и младшего Скьёдтов стала одной из ведущих юридических компаний в Норвегии. На протяжении многих лет после войны Скьёдт продолжал продолжал участвовать в судебных разбирательства и с интересом следил за развитием правовых норм. В свои 80 лет он выступил против изменений семейного законодательства касательно введения содержания детей под стражей, считая что данное нововведение приведёт к большей враждебности в обществе и увеличению числа разведённых женщин.

### Последние годы
После окончания карьеры Скьёдт стал председателем правления «Forsikringsselskapet Viking» и членом правления «Forsikringsselskapet Minerva» и «Avviklingsinstituttet». В 1965 году он стал Командором Ордена Святого Олафа.
Аннэус Скьёдт скончался 12 октября 1972 года в Осло.